# Peter Henriksen
Pour les articles homonymes, voir Henriksen.
Peter Henriksen, né le 20 août 1972 à Copenhague, est un ancien handballeur Danois évoluant au poste de gardien de but.

## Palmarès

### En club
- Championnat du Danemark (2) : 2004 et 2007
- Coupe du Danemark (3) : 2003, 2004 et 2006

### Sélection nationale
Championnat du monde
- Médaille de bronze du Championnat du monde 2007,  Allemagne

Championnat d'Europe
- Médaille d'or Championnat d'Europe 2008,  Norvège

Jeux olympiques
- 7e place aux Jeux olympiques de 2008 à Pékin

### Distinction personnelle
- Élu meilleur gardien du Championnat du Danemark en 2005[3]